# Llista de topònims de Soanyes
Llista de topònims (noms propis de lloc) de Soanyes (Conflent).
Informació actualitzada per un bot. Els canvis manuals es perdran quan s'actualitzi!

## església
| imatge | Nom                      | Ubicat a | instància de          | Detalls                      | coordenades                                                   | Protecció | Commons (més fotos)               | Dades a WD                    |
| ------ | ------------------------ | -------- | --------------------- | ---------------------------- | ------------------------------------------------------------- | --------- | --------------------------------- | ----------------------------- |
|        | Sant Cugat de Soanyes    | Soanyes  | església              |                              | 42° 32′ 41″ N, 2° 16′ 13″ E / 42.544635°N,2.2703°E 826.7 msnm |           |                                   | Modifica les dades a Wikidata |
|        | Sant Fruitós de Marians  | Soanyes  | església Ús: església | Estil: arquitectura romànica | 42° 32′ 47″ N, 2° 16′ 15″ E / 42.5464°N,2.2709°E 826.7 msnm   |           | Église Saint-Fructueux de Marians | Modifica les dades a Wikidata |
|        | Santa Eugènia de Soanyes | Soanyes  | església Ús: església | Estil: arquitectura romànica | 42° 33′ 08″ N, 2° 16′ 55″ E / 42.5523°N,2.28203°E 848.3 msnm  |           | Église Sainte-Eugénie de Souanyas | Modifica les dades a Wikidata |

## Misc
| imatge | Nom                        | Ubicat a                                      | instància de                          | Detalls                                                   | coordenades | Protecció | Commons (més fotos)   | Dades a WD                    |
| ------ | -------------------------- | --------------------------------------------- | ------------------------------------- | --------------------------------------------------------- | --- | --------- | --------------------- | ----------------------------- |
|        | Marians (Soanyes)          | Soanyes districte de Prada Pirineus Orientals | poble municipi francès                |                                                           | 42° 32′ 41″ N, 2° 16′ 13″ E / 42.544655555556°N,2.2703694444444°E 42° 32′ 33″ N, 2° 16′ 21″ E / 42.5426°N,2.2725°E Conflent 828.1 msnm |           | Marians               | Modifica les dades a Wikidata |
|        | Tet                        | Pirineus Orientals                            | riu                                   | Desemboca: mar Mediterrània Llarg: 115.8km Conca: 1369km² | 42° 42′ 48″ N, 3° 02′ 23″ E / 42.713333333333°N,3.0397222222222°E                                                                      |           | Têt                   | Modifica les dades a Wikidata |
|        | casa de la vila de Soanyes | Soanyes                                       | instal·lació Ús: seu del govern local |                                                           | 42° 32′ 58″ N, 2° 16′ 43″ E / 42.549581436055°N,2.27873535454256°E fr:66360 SOUANYAS                                                   |           | Town hall of Souanyas | Modifica les dades a Wikidata |